# Jean Flor
Jean Adolphe Étienne Florens dit Jean Flor, né à Marseille le 27 décembre 1876 et mort à Allauch (Bouches-du-Rhône) le 9 avril 1946, est un chanteur de café-concert français. 

## Biographie
Typographe de formation, Jean Flor abandonne très vite ce métier pour se tourner vers la chanson en 1900 aux côtés d'Esther Lekain. Grâce à une admirable voix de ténor léger, il conquiert rapidement le difficile public de l'Alcazar de Marseille et d'autres cabarets de la ville. Vers 1910, il entame une carrière dans les établissements de la capitale, toujours avec un vif succès jusqu'aux années 1930. Il apparaît également quelquefois au cinéma notamment dans le film Toine aux côtés d'Andrex et de Nitta-Jo.
Il était le parrain de scène de la chanteuse et actrice Florelle à qui il a donné son pseudonyme.